# 새만금홍보관
새만금홍보관(새萬金弘報館)은 새만금 간척사업에 대한 역사와 세계 최대규모인 새만금간척개발사업의 상황 등을 홍보하기 위해 대한민국 농림수산식품부 산하 한국농어촌공사 새만금사업단에서 운영하는 새만금 홍보시설이다. 전라북도 부안군 변산면 새만금로 6(대항리 산 28-4)에 위치하고 있다.

## 연혁
- 2012년 7월 19일 새만금홍보관 개관[2]

## 개요
- 건축 개요 : 새만금홍보관 전시시설
- 시 행 처 : 한국농어촌공사 새만금사업단
- 대지 면적 : 13,784m2
- 건축 연면적 : 3,610.64m2
- 층 수 : 지하1층, 지상3층

## 같이 보기
- 새만금군산경제자유구역청
- 새만금지방환경청
- 새만금사업추진기획단
- 새만금경제자유구역사업단
- 새만금사업단